# Diaphorus xizangensis
Diaphorus xizangensis är en tvåvingeart som beskrevs av Yang och Patrick Grootaert 1999. Diaphorus xizangensis ingår i släktet Diaphorus och familjen styltflugor. Inga underarter finns listade i Catalogue of Life.